# 雜真亮羽水蚤
雜真亮羽水蚤（学名：Euaugaptilus mixtus）为亮羽水蚤科真亮羽水蚤屬下的一个种。